# Bradypodion kentanicum
Bradypodion kentanicum (кентанійський карликовий хамелеон) — вид ігуаноподібних ящірок родини хамелеонових (Chamaeleonidae). Ендемік Південно-Африканської Республіки.

## Поширення і екологія
Кентанійські карликові хамелеони мешкають у вузькій смузі прибережних лісів на північному сході Східнокапської провінції, від Кентане до заповідника Двеса і Кавової затоки. Вони живуть в прибережних лісах і саванах, не далі, ніж за 30 км від узбережжя.

## Збереження
МСОП класифікує цей вид як такий, що перебуває під загрозою зникнення. Bradypodion kentanicum загрожує знищення природного середовища.